# Impedancia nominal
En ingeniería eléctrica y audio, la impedancia nominal se refiere a la impedancia aproximada de diseño de un circuito o dispositivo eléctrico. El término se aplica en varios campos diferentes, siendo el más frecuente el relacionado con:
- El valor nominal de la impedancia característica de un cable u otra forma de línea de transmisión.
- El valor nominal de la impedancia de entrada, salida o imagen de un puerto de una red, especialmente una red destinada a utilizarse con una línea de transmisión, como filtros, ecualizadores y amplificadores.
- El valor nominal de la impedancia de entrada de una antena de radiofrecuencia.

La impedancia real puede variar considerablemente con respecto a la nominal con los cambios de frecuencia. En el caso de los cables y otras líneas de transmisión, también se producen variaciones a lo largo del cable, si no está correctamente terminado.
Es habitual hablar de impedancia nominal como si se tratara de una resistencia constante,es decir, invariante con la frecuencia y con componente reactiva nula, a pesar de que a menudo esto dista mucho de ser cierto. Según el campo de aplicación, la impedancia nominal se refiere implícitamente a un punto específico de la respuesta en frecuencia del circuito considerado. Puede tratarse de un punto de baja frecuencia, de banda media o de cualquier otro punto, y las aplicaciones específicas se tratan en las secciones siguientes.
En la mayoría de las aplicaciones, hay una serie de valores de impedancia nominal que se consideran estándar. A la impedancia nominal de un componente o circuito se le suele asignar uno de estos valores estándar, independientemente de si la impedancia medida se corresponde exactamente con él. Al elemento se le asigna el valor estándar más cercano.

## 600 Ω
La impedancia nominal empezó a especificarse en los primeros tiempos de las telecomunicaciones. Al principio, no había amplificadores disponibles y, cuando los hubo, eran caros. En consecuencia, era necesario conseguir la máxima transferencia de potencia del cable en el extremo receptor para maximizar las longitudes de los cables que podían instalarse. También se hizo evidente que las reflexiones en la línea de transmisión limitarían seriamente el ancho de banda que se podía utilizar o la distancia a la que se podía transmitir. La adaptación de la impedancia del equipo a la impedancia característica del cable reduce las reflexiones (y las elimina por completo si la adaptación es perfecta) y maximiza la transferencia de potencia. Con este fin, todos los cables y equipos empezaron a especificarse con una impedancia nominal estándar. La primera norma, y aún la más extendida, es la de 600 Ω, utilizada originalmente para telefonía. La elección de esta cifra tenía más que ver con la forma en que los teléfonos se conectaban a la centralita local que con cualquier característica del cable telefónico local. Los teléfonos (teléfonos analógicos de estilo antiguo) se conectan a la central a través de un cableado de par trenzado. Cada tramo del par está conectado a una bobina de relé que detecta la señalización en la línea (marcación, descolgado del auricular, etc.). El otro extremo de una bobina está conectado a una tensión de alimentación y la segunda bobina está conectada a tierra. La bobina del relé de una central telefónica es de unos 300 Ω, por lo que las dos juntas están terminando la línea en 600 Ω.

Variación de la impedancia característica con la frecuencia. En las frecuencias de audio, la impedancia dista mucho de ser constante y el valor nominal sólo es correcto a una frecuencia.

El cableado hasta el abonado en las redes telefónicas se realiza generalmente con cable de par trenzado. Su impedancia en las frecuencias de audio, y especialmente en las frecuencias más restringidas de la banda telefónica, dista mucho de ser constante. Es posible fabricar este tipo de cable para que tenga una impedancia característica de 600 Ω, pero sólo tendrá este valor a una frecuencia específica. Esto podría citarse como una impedancia nominal de 600 Ω a 800 Hz o 1 kHz. Por debajo de esta frecuencia, la impedancia característica aumenta rápidamente y se vuelve más y más dominada por la resistencia óhmica del cable a medida que la frecuencia cae. En la parte inferior de la banda de audio, la impedancia puede ser de varias decenas de kilohmios. En cambio, a alta frecuencia, en la región de los MHz, la impedancia característica se aplana hasta ser algo casi constante. La razón de esta respuesta radica en las constantes de las líneas primarias.
Las redes de área local (LAN) suelen utilizar un tipo similar de cable de par trenzado, pero apantallado y fabricado con tolerancias más estrictas que las necesarias para la telefonía. Aunque su impedancia es muy similar a la del cable telefónico, la impedancia nominal es de 100 Ω. Esto se debe a que los datos de la LAN se encuentran en una banda de frecuencia más alta, donde la impedancia característica es sustancialmente plana y mayoritariamente resistiva.
La normalización de la impedancia nominal de las líneas llevó a que las redes de dos puertos, como los filtros, se diseñaran con una impedancia nominal coincidente. La impedancia nominal de las secciones simétricas de filtro T o Pi de paso bajo (o, más generalmente, de las secciones de filtro de imagen) se define como el límite de la impedancia de imagen del filtro a medida que la frecuencia se aproxima a cero y viene dada por,
{\displaystyle Z_{\mathrm {nom} }={\sqrt {\frac {L}{C}}}}
donde L y C son los definidos en el filtro k constante. Esta impedancia es puramente resistiva. Este filtro, cuando se transforma en un filtro pasa banda, tendrá una impedancia igual a la impedancia nominal en resonancia y no en baja frecuencia. Esta impedancia nominal de los filtros será generalmente la misma que la impedancia nominal del circuito o cable en el que trabaja el filtro.
Mientras que 600 Ω es un estándar casi universal en telefonía para la presentación local en las instalaciones del cliente desde la central, para la transmisión a larga distancia en líneas troncales entre centrales, se utilizan otras impedancias nominales estándar que suelen ser inferiores, como 150 Ω.

## 50 Ω y 75 Ω
En el campo de la radiofrecuencia (RF) y la ingeniería de microondas, con diferencia, el estándar de línea de transmisión más común es el cable coaxial (coaxial) de 50 Ω, que es una línea no equilibrada. 50 Ω surgió por primera vez como impedancia nominal durante los trabajos sobre radares de la Segunda Guerra Mundial y es un compromiso entre dos requisitos. Esta norma fue obra del Comité de Coordinación de Cables de RF del Ejército de Tierra y la Armada de Estados Unidos. El primer requisito es la pérdida mínima. La pérdida del cable coaxial viene dada por,
{\displaystyle \alpha \approx {\frac {R}{2Z_{0}}}} nepers/metro
donde R es la resistencia de bucle por metro y Z0 es la impedancia característica. Si el diámetro del conductor interior es mayor, R disminuirá y al disminuir R disminuyen las pérdidas. Por otra parte, Z0 depende de la relación entre los diámetros de los conductores exterior e interior (Dr) y disminuirá al aumentar el diámetro del conductor interior, con lo que aumentarán las pérdidas. Existe un valor específico de Dr para el que la pérdida es mínima, que resulta ser 3,6. Para un coaxial dieléctrico de aire, esto corresponde a una impedancia característica de 77 Ω. El coaxial producido durante la Segunda Guerra Mundial era de tubo rígido aislado con aire, y así siguió siendo durante algún tiempo después. El segundo requisito es el manejo de la máxima potencia y era un requisito importante para el radar. No es lo mismo que la pérdida mínima, porque la potencia suele estar limitada por la tensión de ruptura del dieléctrico. Sin embargo, existe un compromiso similar en cuanto a la relación de diámetros de los conductores. Si el conductor interior es demasiado grande, se obtiene un aislante fino que se rompe con una tensión más baja. Por otro lado, si el conductor interior es demasiado pequeño, la intensidad del campo eléctrico cerca del conductor interior es mayor (porque la misma energía de campo se acumula alrededor de una superficie del conductor más pequeña) y, de nuevo, se reduce la tensión de ruptura. La relación ideal, Dr, para el manejo de la máxima potencia, es 1,65 y corresponde a una impedancia característica de 30 Ω en aire. La impedancia de 50 Ω es la media geométrica de estas dos cifras;{\displaystyle 50\approx {\sqrt {30\times 77}}\mathrm {\ } \Omega }y redondeando a un número entero conveniente.
La producción de coaxiales en tiempos de guerra, y durante un período posterior, tendió a utilizar tamaños estándar de tuberías de fontanería para el conductor exterior y tamaños AWG estándar para el conductor interior. El resultado era un coaxial de casi 50 Ω, pero no del todo. La adaptación es un requisito mucho más crítico en las radiofrecuencias que en las frecuencias de voz, así que cuando empezó a haber cable disponible, que era realmente de 50 Ω y surgió la necesidad de circuitos de adaptación para interconectar los nuevos cables y los equipos heredados, como la red de adaptación bastante extraña de 51,5 Ω a 50 Ω.
Aunque el cable de 30 Ω es muy deseable por su capacidad de manejo de potencia, nunca se ha producido comercialmente porque el gran tamaño del conductor interior dificulta su fabricación. Este no es el caso del cable de 77 Ω. El cable con impedancia nominal de 75 Ω se ha utilizado desde una época temprana en las telecomunicaciones por su característica de baja pérdida. Según Stephen Lampen, de Belden Wire & Cable, se eligió 75 Ω como impedancia nominal en lugar de 77 Ω porque correspondía a un tamaño de hilo AWG estándar para el conductor interno. Para los cables e interfaces de vídeo coaxiales, 75 Ω es ahora la impedancia nominal estándar casi universal.

## Antenas de radio
La idea generalizada de que las impedancias nominales de los cables de 50 Ω y 75 Ω surgieron en relación con la impedancia de entrada de varias antenas es un mito. Varias antenas comunes se adaptan fácilmente a cables con estas impedancias nominales.Un monopolo de un cuarto de longitud de onda en el espacio libre tiene una impedancia de 36,5 Ω, y un dipolo de media longitud de onda en el espacio libre tiene una impedancia de 72 Ω.Por otro lado, un dipolo plegado de media longitud de onda, comúnmente visto en antenas de televisión, tiene una impedancia de 288 Ω, cuatro veces la de un dipolo recto. El dipolo de 1/2 λ y el dipolo plegado de 1/2 λ suelen tener impedancias nominales de 75 Ω y 300 Ω, respectivamente.
La impedancia del punto de alimentación de una antena instalada varía por encima y por debajo del valor citado, dependiendo de su altura de instalación sobre el suelo y de las propiedades eléctricas de la tierra circundante.

## Calidad del cable
Una medida de la calidad de fabricación e instalación de los cables es el grado en que la impedancia característica se ajusta a la impedancia nominal a lo largo de su longitud. Los cambios de impedancia pueden deberse a variaciones en la geometría a lo largo del cable. A su vez, éstas pueden deberse a un proceso de fabricación defectuoso o a una instalación defectuosa, como no respetar los límites de los radios de curvatura. Por desgracia, no existe un método fácil y no destructivo para medir directamente la impedancia a lo largo de un cable. Sin embargo, puede indicarse indirectamente midiendo las reflexiones, es decir, la pérdida de retorno. La pérdida de retorno por sí misma no revela mucho, ya que el diseño del cable tendrá cierta pérdida de retorno intrínseca de todos modos debido a que no tiene una impedancia característica puramente resistiva. La técnica utilizada consiste en ajustar cuidadosamente la terminación del cable para obtener la mayor coincidencia posible y, a continuación, medir la variación de la pérdida de retorno con la frecuencia. La pérdida de retorno mínima así medida se denomina pérdida de retorno estructural (SRL). La SRL es una medida de la adherencia de un cable a su impedancia nominal, pero no es una correspondencia directa, ya que los errores más alejados del generador tienen menos efecto sobre la SRL que los más cercanos. Además, la medición debe realizarse en todas las frecuencias dentro de la banda para que sea significativa. La razón es que los errores igualmente espaciados introducidos por el proceso de fabricación se cancelarán y serán invisibles, o al menos muy reducidos, a ciertas frecuencias debido a la acción del transformador de impedancia de cuarto de onda.

## Sistemas de audio
En su mayor parte, los sistemas de audio, tanto profesionales como domésticos, tienen sus componentes interconectados con salidas de baja impedancia conectadas a entradas de alta impedancia. Estas impedancias están mal definidas y no se suelen asignar impedancias nominales para este tipo de conexiones. Las impedancias exactas apenas influyen en el rendimiento, siempre que la segunda sea varias veces mayor que la primera. Se trata de un esquema de interconexión habitual, no sólo para audio, sino para unidades electrónicas en general que forman parte de un equipo mayor o que sólo se conectan a corta distancia. Cuando es necesario transmitir audio a grandes distancias, lo que suele ocurrir en la ingeniería de radiodifusión, las consideraciones de adaptación y reflexiones dictan que se utilice un estándar de telecomunicaciones, lo que normalmente significaría utilizar 600 Ω de impedancia nominal, aunque a veces se encuentran otros estándares, como enviar a 75 Ω y recibir a 600 Ω, lo que tiene ventajas en cuanto al ancho de banda. La impedancia nominal de la línea de transmisión y de los amplificadores y ecualizadores de la cadena de transmisión serán todos del mismo valor.
Sin embargo, la impedancia nominal se utiliza para caracterizar los transductores de un sistema de audio, como sus micrófonos y altavoces. Es importante que éstos estén conectados a un circuito capaz de tratar con impedancias en el rango apropiado y asignar una impedancia nominal es una forma conveniente de determinar rápidamente las posibles incompatibilidades. Los altavoces y los micrófonos se tratan en secciones separadas a continuación.

### Altavoces

Diagrama que muestra la variación de impedancia de un altavoz típico de gama media. La impedancia nominal suele determinarse en el punto más bajo después de la resonancia. Sin embargo, es posible que la impedancia de baja frecuencia sea aún más baja que ésta.

Las impedancias de los altavoces se mantienen relativamente bajas en comparación con otros componentes de audio para poder transmitir la potencia de audio necesaria sin utilizar tensiones inconvenientemente (y peligrosamente) altas. La impedancia nominal más común de los altavoces es de 8 Ω. También se utilizan las de 4 Ω y 16 Ω.La de 16 Ω, antaño común, se reserva ahora sobre todo para transductores de compresión de alta frecuencia, ya que el extremo de alta frecuencia del espectro de audio no suele requerir tanta potencia para reproducirse.
La impedancia de un altavoz no es constante en todas las frecuencias. En un altavoz típico, la impedancia aumentará con el aumento de la frecuencia desde su valor de CC, como se muestra en el diagrama, hasta que alcance un punto de su resonancia mecánica. Tras la resonancia, la impedancia cae hasta un mínimo y luego empieza a subir de nuevo. Los altavoces suelen diseñarse para funcionar a frecuencias superiores a su resonancia y, por este motivo, la práctica habitual es definir la impedancia nominal en este mínimo y luego redondearla al valor estándar más próximo.La relación entre la frecuencia de resonancia máxima y la impedancia nominal puede llegar a ser de 4:1.Sin embargo, es perfectamente posible que la impedancia de baja frecuencia sea inferior a la impedancia nominal. Un amplificador de audio determinado puede no ser capaz de manejar esta impedancia de baja frecuencia aunque sea capaz de manejar la impedancia nominal, un problema que puede resolverse mediante el uso de filtros de cruce o subestimando el amplificador suministrado.
En la época de las válvulas (tubos de vacío), la mayoría de los altavoces tenían una impedancia nominal de 16 Ω. Las salidas de válvulas requieren un transformador de salida para igualar la impedancia de salida muy alta y el voltaje de las válvulas de salida a esta impedancia más baja. Estos transformadores se conectaban comúnmente para permitir la adaptación de la salida a una configuración de varios altavoces. Por ejemplo, dos altavoces de 16 Ω en paralelo darán una impedancia de 8 Ω. Desde la llegada de los amplificadores de estado sólido, cuyas salidas no requieren transformador, las salidas de impedancia múltiple, antes comunes, se han vuelto raras, y los altavoces de impedancia más baja son más comunes. La impedancia nominal más común para un solo altavoz es ahora de 8 Ω. La mayoría de los amplificadores de estado sólido están diseñados para funcionar con combinaciones de altavoces de entre 4 Ω y 8 Ω.

### Micrófonos
Existe un gran número de tipos de micrófonos y, en consecuencia, grandes diferencias de impedancia entre ellos. Van desde la impedancia muy baja de los micrófonos de cinta (puede ser inferior a un ohmio) a la impedancia muy grande de los micrófonos piezoeléctricos que se miden en megaohmios. La Electronic Industries Alliance (EIA) ha definidouna serie de impedancias nominales de micrófono estándar para ayudar a la categorización de los micrófonos.
| Rango (Ω)     | Impedancia nominal EIA (Ω) |
| ------------- | -------------------------- |
| 20–80         | 38                         |
| 80–300        | 150                        |
| 300–1250      | 600                        |
| 1250–4500     | 2400                       |
| 4500-20,000   | 9600                       |
| 20,000–70,000 | 40,000                     |

La Comisión Electrotécnica Internacional define un conjunto similar de impedancias nominales, pero también tiene una clasificación más gruesa de impedancias bajas (menos de 600 Ω), medias (600 Ω a 10 kΩ) y altas (más de 10 kΩ).

## Osciloscopios
Las entradas de los osciloscopios suelen ser de alta impedancia, de modo que al conectarlas afectan mínimamente al circuito que se está midiendo. Sin embargo, la impedancia de entrada se hace un valor nominal específico, en lugar de arbitrariamente alta, debido al uso común de sondas X10. Un valor común para la impedancia nominal del osciloscopio es una resistencia de 1 MΩ y una capacitancia de 20 pF.Con una impedancia de entrada conocida para el osciloscopio, el diseñador de la sonda puede asegurarse de que la impedancia de entrada de la sonda sea exactamente diez veces esta cifra (en realidad, la impedancia del osciloscopio más la del cable de la sonda). Como la impedancia incluye la capacitancia de entrada y la sonda es un circuito divisor de impedancias, el resultado es que la forma de onda que se mide no está distorsionada por el circuito RC formado por la resistencia de la sonda y la capacitancia de la entrada (o la capacitancia del cable, que suele ser mayor).